# Арсенио Нунеш
Арсенио Мартинс Лафуенте Нунеш  (на португалски: Arsénio Martins Lafuente Nunes, или просто Арсенио е португалски футболист на Арука. Изявява се еднакво успешно по двата фланга на атаката, може да играе и като плеймейкър.